# Saló de París
El Saló de París va ser l'exposició d'art oficial de l'Acadèmia de Belles Arts de París (França), que es va celebrar des de 1725. Entre 1748 i 1890 va ser l'esdeveniment artístic anual o bianual més important del món. Des de 1881 el va organitzar la Société des Artistes Français.

## Orígens
El 1673, la institució francesa sancionada per la monarquia, la Real acadèmia de pintura i escultura (una divisió de l'Acadèmia de Belles Arts), va celebrar la seva primera exposició d'art semipública al Salon Carré (Saló Quadrat) del Louvre. El centre d'atenció original del Saló va ser la mostra de l'obra dels recent graduats del Col·legi de les Quatre Nacions, també conegut com a "Académie de Beaux-Arts", creada pel Cardenal Mazzarino, primer ministre de França, el 1648. Des d'aquell moment, el Saló va influir en l'alta cultura francesa. Durant almenys 200 anys, l'exposició al Saló de París era essencial per a qualsevol artista que pretengués triomfar. L'exposició al Saló era un símbol del favor reial.
El 1725, el Saló es va celebrar al Palau del Louvre, i aleshores es va fer conegut com el Saló o Saló de París. El 1737, les exposicions es van fer públiques, i es van celebrar primer anualment, després cada dos anys en els anys imparells. Començarien el dia de la festa de Sant Luis (el 25 d'agost) i durava diverses setmanes. El 1748, es va introduir un jurat. Els seus membres eren artistes reconeguts. Des d'aquest moment el Saló va obtenir una influència sense discussió.

## Prominència (1748-1890)
El Saló va exposar pintures des del terra fins al sostre i sobre qualsevol espai possible. Aquest conjunt atapeït d'obres es va convertir al seu torn en tema d'altres pintures, com la de Pietro Antonio Martini Saló de 1785. Els catàlegs impresos dels Salons són documents de primera magnitud per als historiadors de l'art. Les descripcions crítiques de les exposicions publicades en els diaris marquen el començament de la moderna ocupació de crític d'art.
La Revolució Francesa va obrir l'exposició a artistes estrangers. Al segle xix, la idea d'un Saló públic es va estendre a una exposició amb jurat patrocinada pel govern de la pintura i escultura nova, celebrada a grans salons comercials, als que el públic podia accedir amb una entrada. La jornada inaugural era un gran esdeveniment social, i proporcionaven el tema a caricaturistes dels diaris com Honoré Daumier. Charles Baudelaire i altres van escriure crítiques dels Salons.
La Revolució de 1848 va liberalitzar el Saló. El nombre d'obres rebutjades es va reduir notablement. El 1849 es van introduir medalles.

### Primers grups dissidents

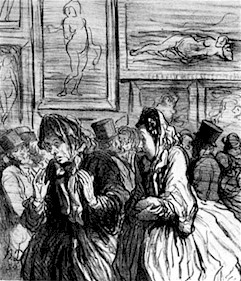
Honoré Daumier satiritza als burgesos escandalitzats per les Venus del Saló, 1864

Els jurats, cada vegada més conservadors i academicistes, no es mostraven receptius als pintors impressionistes. Les obres eren normalment rebutjades, o si les acceptaven, les situaven en llocs desfavorables. El 1863, el jurat del Saló va rebutjar un nombre inusualment alt d'obres. Com a resultat hi va haver protestes, en particular dels expositors individuals que havien estat rebutjats.
Per provar que els Salons eren democràtics, Napoleó III va instituir el Salon des Refusés (Saló dels Rebutjats), que el Saló havia rebutjat aquest any. Es va inaugurar el 17 de maig de 1863, marcant el naixement de l'avantguarda.
Els impressionistes van celebrar les seves pròpies exposicions el 1874, 1876, 1877, 1879, 1880, 1881, 1882 i 1886. Édouard Manet mai va exposar amb els impressionistes, sinó que va seguir mostrant al Saló oficial.
El 1881 el govern va retirar el patrocini oficial al Saló anual, i un grup d'artistes van organitzar la Société des Artistes Français perquè es fes càrrec de la mostra.

## Secessió
El desembre de 1890, el líder de laSociété des Artistes Français, William-Adolphe Bouguereau va propagar la idea que el Saló havia de ser una exposició d'artistes joves, encara no premiats. Ernest Meissonier, Puvis de Chavannes, Auguste Rodin i altres van rebutjar la seva proposta i es van escindir. Van crear la Société Nationale des Beaux-Arts i la seva pròpia exposició, aviat (des de 1899) anomenada el Saló també, oficialment, Salon de la Société Nationale des Beaux-Arts, i abreujadament, Salon du Champs de Mars.
El 1903, en resposta a allò que molts artistes de l'època sentien que era una organització burocràtica i conservadora, un grup de pintors i escultors liderats per Pierre-Auguste Renoir i Auguste Rodin, van organitzar el Saló de Tardor (Salon d'Automne).